# Grange-de-Vaivre
Grange-de-Vaivre är en kommun i departementet Jura i regionen Bourgogne-Franche-Comté i östra Frankrike. Kommunen ligger i kantonen Villers-Farlay som tillhör arrondissementet Dole. År 2022 hade Grange-de-Vaivre 45 invånare.

## Befolkningsutveckling
Antalet invånare i kommunen Grange-de-Vaivre
Referens:INSEE